# Dryptodon reduncus
Dryptodon reduncus là một loài Rêu trong họ Grimmiaceae. Loài này được (Wilson ex Mitt.) Ochyra & Żarnowiec mô tả khoa học đầu tiên năm 2003.